# Luke Treadaway
Luke Antony N. Treadaway (Exeter, Devon; 10 de septiembre de 1984) es un actor inglés, más conocido por haber interpretado a Barry Howe en Brothers of the Head y a Brewis en Attack the Block.

## Biografía
Es hijo de un arquitecto y una maestra, tiene un hermano mayor, Sam Treadaway, un artista y su hermano gemelo es el actor Harry Treadaway.
Asistió al Queen Elizabeth's Community College en Crediton. Fue miembro del National Youth Theatre. 
Se entrenó en la prestigiosa escuela London Academy of Music and Dramatic Art LAMDA de donde se graduó en el 2006. 
Es muy buen amigo del actor Matt Smith, al que conoce desde que estudiaron juntos en el National Youth Theatre.
Desde el 2011 sale con la actriz Ruta Gedmintas.

## Carrera
De joven Luke tocó en una banda llamada "Lizardsun" junto a su hermano Harry, Matt Conyngham y Seth Campbell.
En el 2005 hizo su debut profesional en las películas cuando apareció en Brothers of the Head donde interpretó a Barry Howe, un joven gemelo unido a su hermano Harry, quienes se unen a una banda de punk rock. El personaje de Luke fue el cantante principal de la banda mientras que Harry tocó la guitarra y compuso varias de las canciones. Para el papel y los ensayos Luke y su hermano fueron unidos durante quince horas al día por unos trajes cosidos o con un arnés y durmieron en una cama para simular la naturaleza unida de los personajes
En el 2009 interpretó a Lee Morgan en la película Heartless, donde trabajó junto a Clémence Poésy.
En el 2010 apareció en la película Clash of the Titans donde interpretó a Prokopion, un joven líder de los zealots que le dice a la gente de Argos que sacrifiquen a la princesa Andrómeda para salvarse.
En el 2011 interpretó a Adam en la película You Instead y en la película de ciencia ficción Attack the Block donde interpretó a Brewis, el amigo de Ron (Nick Frost). Ese mismo año apareció en Late Bloomers, Man in Fear y en Killing Bono donde interpretó a Rick.
Actualmente es embajador de "Ambition About Autism".
En julio del 2017 se anunció que se uniría al elenco de la nueva miniserie Ordeal By Innocence .

## Filmografía

### Películas
| Año  | Título                           | Personaje      | Notas |
| ---- | -------------------------------- | -------------- | --- |
| 2016 | Ethel & Ernest                   | Raymond Briggs | junto a Jim Broadbent, Pam Ferris, Brenda Blethyn, Virginia McKenna y Alex Jordan                           |
| 2016 | A Street Cat Named Bob           | James Bowen    | junto a Joanne Froggatt, Ruta Gedmintas, Caroline Goodall, Anthony Head, Darren Evans y Nina Wadia          |
| 2015 | The Magi                         | -              | corto - junto a Johnny Hopkins                                                                              |
| 2014 | Unbroken                         | Miller         | junto a Jack O'Connell, Domhnall Gleeson, Garrett Hedlund, Finn Wittrock, Jai Courtney y Maddalena Ischiale |
| 2013 | Get Lucky                        | Lucky          | junto a Craig Fairbrass, James Cosmo, Jason Maza, Terry Stone y T.J. Ramini                                 |
| 2013 | Rubicon                          | Sam            | junto a Natalie Dormer, Joel Freckelton y Christina Cuffari                                                 |
| 2012 | The Rise                         | Harvey         | junto a Matthew Lewis, Timothy Spall, Iwan Rheon, Gerard Kearns, Vanessa Kirby y Neil Maskell               |
| 2012 | St George's Day                  | William Bishop | junto a Charles Dance, Craig Fairbrass, Dexter Fletcher, Ashley Walters, Keeley Hazell y Vincent Regan      |
| 2012 | Cheerful Weather for the Wedding | Joseph Patten  | junto a Elizabeth McGovern, Felicity Jones, Mackenzie Crook y Emil Lager                                    |
| 2011 | Man in Fear                      | Anthony Fox    | corto - junto a Tim Healy y James Lance                                                                     |
| 2011 | Killing Bono                     | Rick           | junto a Ben Barnes, Robert Sheehan, Pete Postlethwaite y Krysten Ritter                                     |
| 2011 | Attack the Block                 | Brewis         | junto a Nick Frost, John Boyega, Jodie Whittaker y Leeon Jones                                              |
| 2011 | Rock'n'Love                      | Adam           | junto a Natalia Tena, Ruta Gedmintas y Alastair Mackenzie                                                   |
| 2011 | Late Bloomers                    | Benjamin       | junto a William Hurt, Isabella Rossellini, Kate Ashfield y Aidan McArdle                                    |
| 2010 | The Whistleblower                | Jim Higgins    | junto a Rachel Weisz, Vanessa Redgrave, Monica Bellucci, David Strathairn y Nikolaj Lie Kaas                |
| 2010 | Alice                            | Conejo Blanco  | corto - junto a Maxine Peake, Amelia Shelley, Tamzin Griffin y Peter Sullivan                               |
| 2010 | Clash of the Titans              | Prokopion      | junto a Sam Worthington, Gemma Arterton y Alexa Davalos                                                     |
| 2010 | For the First Time               | James          | corto - junto a Eve Hewson y Johnny Hopkins                                                                 |
| 2009 | Heartless                        | Lee Morgan     | junto a Clémence Poésy, Jim Sturgess y Timothy Spall                                                        |
| 2009 | Viko                             | Viko           | corto - junto a Sergej Trifunovic, Kristina Malota, Rayisa Kondracki y Adi Spektor                          |
| 2009 | Dogging: A Love Story            | Dan            | junto a Kate Heppell y Richard Riddell                                                                      |
| 2008 | Scratch                          | Sol            | junto a Viktoria Winge, Patrick Kennedy y Nadia Cameron-Blakey                                              |
| 2007 | God's Wounds                     | Mark           | corto - junto a Emily Beecham y Adam Croasdell                                                              |
| 2007 | Clapham Junction                 | Theo           | junto a Tom Beard, Samantha Bond, Johnny Harris y Rupert Graves                                             |
| 2005 | Brothers of the Head             | Barry Howe     | junto a Jonathan Pryce, John Simm, Ken Russell, Sean Harris y Harry Treadaway                               |

### Series de televisión
| Año             | Título                | Personaje                   | Notas                                 |
| --------------- | --------------------- | --------------------------- | ------------------------------------- |
| 2019 - presente | Jerusalem             | Hugh Fenton                 |                                       |
| 2015 - presente | Fortitude             | Vincent Rattrey             | 24 episodios                          |
| 2018            | Urban Myths           | David Jones                 | episodio "David Bowie and Marc Bolan" |
| 2018            | Ordeal By Innocence   | Dr. Arthur Calgary          | 3 episodios - miniserie               |
| 2016            | The Hollow Crown      | Rey Henry VII de Inglaterra | episodio "Richard III"                |
| 2015            | Vicious               | Freddie (de joven)          | episodio "Flatmates"                  |
| 2012            | 13 Steps Down         | Mix Cellini                 | 2 episodios                           |
| 2008 - 2009     | Mist: Sheepdog Tales  | Eddie                       | 10 episodios                          |
| 2006 - 2007     | The Innocence Project | Adam Solomons               | 8 episodios                           |

### Vídeos musicales
| Año  | Grupo/Artista    | Canción              | Notas                |
| ---- | ---------------- | -------------------- | -------------------- |
| 2010 | The Script       | "For the First Time" | apareció en el video |
| 2010 | Crystal Fighters | "Champion Sound"     | apareció en el vídeo |

### Intérprete
| Año  | Título               | Notas      |
| ---- | -------------------- | ---------- |
| 2005 | Brothers of the Head | intérprete |

### Teatro
| Año        | Obra                                              | Personaje     | Director         | Teatro                 | Notas                                                |
| ---------- | ------------------------------------------------- | ------------- | ---------------- | ---------------------- | ---------------------------------------------------- |
| 2012       | The Curious Incident Of The Dog In The Night-Time | -             | Marianne Elliott | National Theatre       | junto a Matthew Barker, Niamh Cusack y Nicola Walker |
| 2011       | The History of Titus Groan                        | -             | -                | -                      | -                                                    |
| 2009       | Over There                                        | Karl          | Mark Ravenhill   | Royal Court Theater    | junto a Harry Treadaway                              |
| 2008       | Dr. Calgari                                       | Allan         | -                | -                      | -                                                    |
| 2007, 2008 | War Horse                                         | Albert        | -                | Royal National Theatre | -                                                    |
| 2008       | Cradle Me                                         | Daniel        | Duncan Macmillan | Finborough Theatre     | junto a Sharon Maughan, Sarah Bedi y Paul Herzberg   |
| 2008       | Piranha Heights                                   | Garth         | Philip Ridley    | Soho Theatre           | -                                                    |
| -          | The Firebird                                      | Príncipe Ivan | -                | National Youth Theatre | -                                                    |
| -          | Murder in the Cathedral                           | -             | -                | National Youth Theatre | -                                                    |
| 2007       | Saint Joan                                        | Shaw          | -                | Royal National Theatre | -                                                    |

## Premios y nominaciones
| Año  | Categoría                                                            | Premio                         | Obra/Película                                     | Resultado |
| ---- | -------------------------------------------------------------------- | ------------------------------ | ------------------------------------------------- | --------- |
| 2013 | Best Actor                                                           | Oliver Award                   | The Curious Incident of the Dog in the Night-Time | Ganador   |
| 2012 | Most Ensemble Cast (junto a John Boyega, Alex Esmail y Simon Howard) | Black Reel Award               | Attack the Block                                  | Nominados |
| 2006 | Most Promising Newcomer (junto a Harry Treadaway)                    | British Independent Film Award | Brothers of the Head                              | Nominados |